# Autoba griseicosta
Autoba griseicosta là một loài bướm đêm trong họ Erebidae.